# El ángel de Aurora
El ángel de Aurora est une telenovela mexicaine produite par Televisa et diffusée entre le 29 juillet 2024 et le 2 février 2025 sur Las Estrellas,.

## Synopsis
Vingt-neuf ans après avoir été abandonnée devant l'autel et avoir vu son fils en bas âge donné par son père, Aurora continue de chercher son fils et découvre qu'elle peut à nouveau aimer lorsqu'elle tombe amoureuse de Julio César et de son ancien fiancé Antonio.

## Distribution
- Jorge Salinas : Antonio Murrieta
  - Alexis Ceballos : Antonio Murrieta (jeune)
- Natalia Esperón : Aurora Campero
  - Valeria Florian : Aurora Campero (jeune)
- Rafael Novoa : Julio César Rey
- Paulina Matos : Helena Murrieta
- Moisés Peñaloza : Ángel Santos / Gabriel
- José Pablo Minor : Demián Morga
- Marisol del Olmo : Jezabel Campero
  - Daniella Cortés : Jezabel Campero
- Gabriela Rivero : Victoria Bonilla
- Roberto Blandón : Pascual Santos
- Rocío Verdejo : Patricia Gil
- Ligia Uriarte : Briana Querol
- Juan Pablo Gil : Edgar Bautista
- Gabriela Carrillo : Casandra Ávila
- Nubia Martí : Esperanza Castro
- Lalo Palacios : El Morro
- Karla Gómez : Elvia
- Paco Rueda : Glorio
- Christian Ramos : Aquiles Dosamantes
- Priscila Solorio : Maggy Pérez
- Isabela Vázquez : Anita
- Jaden Suárez : El Rolas
- Pablo García : Luis Alberto Rey
- Pedro Sicard : Fabrizio
- René Casados : Juventino Macías «El Pintas»

## Diffusion
- Las Estrellas (2024)

## Autres versions
- Muchachita (1986)